# Онгерманланд
О́нгерманланд (швед. Ångermanland) — историческая провинция в северной Швеции, в регионе Норрланд. Граничит с провинциями Медельпад, Емтланд, Лаппланд и Вестерботтен. Крупнейший город — Эрншёльдсвик.
В основном, территория провинции соответствует северной части современного лена Вестерноррланд, однако, небольшие части провинции относятся к ленам Емтланд и Вестерботтен.
Название произошло от старонорвежского слова anger, что означает «глубокий фьорд», и является отсылкой к глубокому устью реки Онгерманэльвен (Ångermanälven). В более ранние времена провинция была известна, на средневековой латыни, как Angermannia.

## Геральдика
Герб Онгерманланда представляет собой уникальный геральдический символ. Его описание, или блазон, таково: в лазоревом поле три серебряных лосося с червлёными плавниками и хвостами, друг над другом, средний повёрнут влево, два других — вправо.
Геральдический смысл этого изображения отражает особенность рек региона, которые служат местом нереста лосося. Три лосося символизируют движение рыбы во время нереста: два лосося, направленных вправо, символизируют плавание в море, а один, повёрнутый влево, символизирует плавание вверх по реке. Это может интерпретироваться как цикл жизни лосося, где две рыбы возвращаются в море после нереста, а одна остаётся в реке.
Город Пиблз в Шотландии имеет герб, схожий по геральдическому контексту, но фон герба — красный.

## География
Онгерманланд — шестая по величине из шведских провинций с площадью около 19 800 км², из которых около 1 000 км² занимает водная поверхность.
Природа западной части Онгерманланда в значительной степени определяется присутствием реки Онгерманэльвен. Несмотря на то, что почвы провинции в целом слишком бедны для возделывания, земледелие сосредоточено в районах, прилегающих к рекам, в частности к реке Онгерманэльвен.
Побережье провинции гористое и имеет обширный архипелаг с множеством крутых островов, глубоких заливов и фьордов, среди которых устье реки Онгерманэльвен. Ландшафт в целом считается[кем?] живописным, особенно в густо залесенном районе Одален вокруг реки Онгерманэльвен. Ландшафт разнообразен, с долинами, скалами и болотами.
Крупнейший город провинции — Эрншёльдсвик, расположенный на побережье (около 33 000 жителей). За ним следует Хернёсанд с 18 000 жителей.

## История
Онгерманланд впервые упоминается в рукописи «История Норвегии» как «Angariuam» в 1170 году. Считается, что провинция была обращена в христианство в 12-м веке. Этот процесс можно отследить по установке нескольких рунических камней в 11-м веке, которые часто служили памятниками в честь умерших или важными символами культурного и религиозного наследия. В 1398 году витальеры осадили крепость Штиресхольм, взяв под контроль всё побережье Норрланда. Однако крепость Штиресхольм была разрушена местными жителями в 1434 году во время восстания Энгельбректа Энгельбректссона.
В 1490 году районы Онгерманланд, Алир, Сундед, Норданстиг и Медельпад были объединены в Сторхельсингланд. Город Хернёсанд получил статус города в 1585 году, а в 1721 году был сожжен дотла Российским императорским флотом.
В 1931 году в ходе расстрела демонстрации в Одалене были убиты четыре демонстранта и один прохожий. Это привело к созданию государственной полиции и лишению военных полицейских полномочий. Первый университет появился в Нижнем Норрланде в 2005 году, когда Mitthögskolan был преобразован в Университет Средней Швеции (Mittuniversitetet). Университет проводит занятия в четырёх городах: Хернёсанд, Сундсвалль, Эрншёльдсвик и Эстерсунд.

## Население
Население Онгерманланда составляет 130 923 человека по состоянию на 31 декабря 2019 года. Оно распределено по трем областям (ленам) следующим образом:
| Область (лен)  | Население |
| -------------- | --------- |
| Вестерноррланд | 118 603   |
| Вестерботтен   | 9 551     |
| Емтланд        | 2 769     |